# Seniakovce
Seniakovce (bis 1948 slowakisch „Seňakovce“ – bis 1927 auch „Šeňakovce“; ungarisch Senyék) ist eine Gemeinde im Osten der Slowakei mit 187 Einwohnern (Stand 31. Dezember 2024) im Okres Prešov, einem Teil des Prešovský kraj, und wird zur traditionellen Landschaft Šariš gezählt.

## Geographie

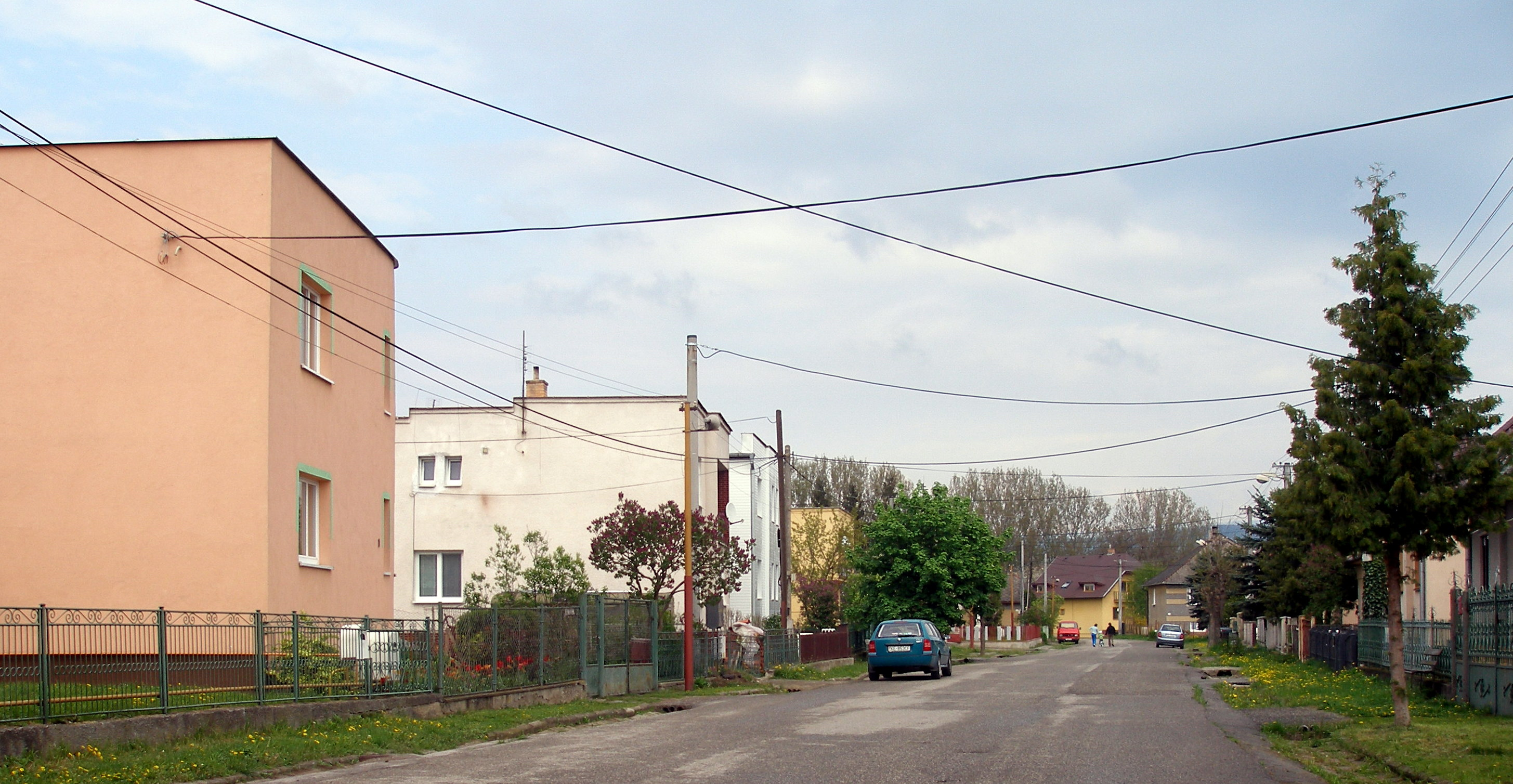
Straße in Seniakovce

Die Gemeinde befindet sich im Talkessel Košická kotlina am rechten Ufer der Torysa. Das Ortszentrum liegt auf einer Höhe von 210 m n.m. und ist 15 Kilometer von Košice sowie 23 Kilometer von Prešov entfernt (Straßenentfernung).
Nachbargemeinden sind Bretejovce im Westen und Norden, Nová Polhora im Nordosten, Ploské im Osten und Südosten, Budimír im Süden, Družstevná pri Hornáde im Südwesten.

## Geschichte

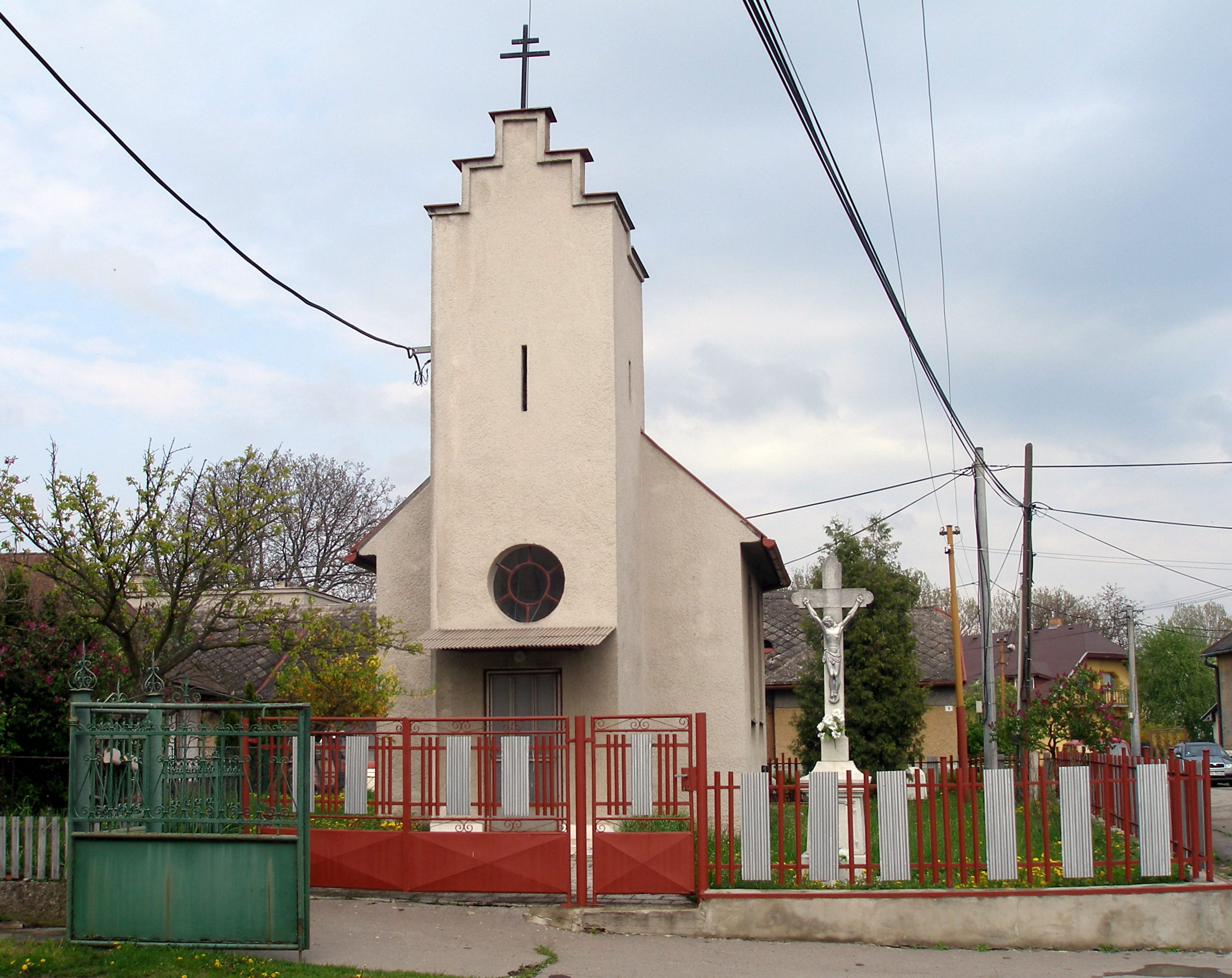
Kirche im Ort

Seniakovce wurde zum ersten Mal 1289 als Scine schriftlich erwähnt, weitere historische Bezeichnungen sind unter anderen Senek (1387) und Senyakowce (1773). Das Dorf war Besitz von Peter aus Drienov. 1427 wurden 15 Porta verzeichnet, die einem Sinkó von Šebastovce gehörten, im 17. Jahrhundert gehörten die Ortsgüter der Familie Dóczy. 1623 stand eine Mühle im Ort, 1787 hatte die Ortschaft 14 Häuser und 114 Einwohner, 1828 zählte man 14 Häuser und 127 Einwohner, die als Fuhrleute und Landwirte beschäftigt waren.
Bis 1918/1919 gehörte der im Komitat Sáros liegende Ort zum Königreich Ungarn und danach zur Tschechoslowakei beziehungsweise heute Slowakei. Nach dem Zweiten Weltkrieg wurde die örtliche Einheitliche landwirtschaftliche Genossenschaft (Abk. JRD) im Jahr 1959 gegründet.

## Bevölkerung
| Jahr                | 1994 | 2004     | 2014     | 2024     |
| ------------------- | ---- | -------- | -------- | -------- |
| Anzahl der Personen | 101  | 121      | 135      | 187      |
| Unterschied         |      | +19,80 % | +11,57 % | +38,51 % |

| Jahr                | 2023 | 2024    |
| ------------------- | ---- | ------- |
| Anzahl der Personen | 175  | 187     |
| Unterschied         |      | +6,85 % |

Nach der Volkszählung 2011 wohnten in Seniakovce 133 Einwohner, davon 129 Slowaken und ein Ukrainer. Drei Einwohner machten keine Angabe zur Ethnie.
85 Einwohner bekannten sich zur römisch-katholischen Kirche, 23 Einwohner zur Evangelischen Kirche A. B., drei Einwohner zur griechisch-katholischen Kirche und ein Einwohner zur orthodoxen Kirche. 12 Einwohner waren konfessionslos und bei neun Einwohnern wurde die Konfession nicht ermittelt.

## Bauwerke und Denkmäler
- griechisch-katholische Kyrill-und-Method-Kirche

## Verkehr
Durch Seniakovce führt die Straße 1. Ordnung 20 zwischen Košice und Prešov. Die Autobahn D1 verläuft parallel zu ihr östlich am Ort vorbei. Der nächste Bahnanschluss ist in Kostoľany nad Hornádom an der Bahnstrecke Košice–Žilina.